# Tour della nazionale maschile di rugby a 15 dell'Inghilterra 1973
Nel 1973 la nazionale di rugby a 15 dell'Inghilterra si reca in tour ufficiale alle Isole Figi e Nuova Zelanda: centra una storica vittoria in Nuova Zelanda, riscattando la sconfitta interni di pochi mesi prima.
Questo tour venne organizzato rapidamente e con poco preavviso, quando il programmato tour in Argentina venne annullato per paura di attentati terrorisitci, vista la situazione gravissima nel paese sudamericano conseguente al ritorno di Peron e al Massacro di Ezeiza del 20 giugno 1973.
Su 25 giocatori, solo 3 erano esordienti e 9 su 15 avevano giocato in inverno contro gli All Blacks a Twickenham.

## Risultati
| Suva 28 agosto 1973 | Figi | 12 – 13 | Inghilterra XV |  |

| New Plymouth 1º settembre 1973 | Taranaki | 6 – 3 | Inghilterra XV |  |

| Auckland 5 settembre 1973 | Wellington | 10 – 16 | Inghilterra XV |  |

| Christchurch 8 settembre 1973 | Canterbury | 19 – 12 | Inghilterra XV |  |

| Auckland 15 settembre 1973, ore 14:30 NZST | Nuova Zelanda | 10 – 16 | Inghilterra | Eden Park (56 000 spett.) |

## La squadra
- Manager: D.L. Sanders
- Assistant Manager: J. Elders
- Capitano: J.V. Pullin (Bristol)

### Estremi
- P.A. Rossborough (Coventry)
- A.M. Jordon (Blackheath)

### Tre quarti
- David Duckham (Coventry)
- Geoff Evans (Coventry)
- J.P.A.G. Janion (Richmond)
- P.M. Knight (Bristol)
- P.S. Preece (Coventry)
- Peter Squires (Harrowgate)

### Mediani
- M.J. Cooper (Moseley)
- A.G.B. Old (Middlesbrough)
- S.J. Smith (Sale)
- J.G. Webster (Moseley)

### Avanti
- M.A. Burton (Gloucester)
- F.E. Cotton (Coventry)
- P.J. Hendy (St Ives)
- N.O. Martin (Bedford)
- A. Neary (Broughton Park)
- J.V. Pullin (Bristol)
- C.W. Ralston (Richmond)
- A.G. Ripley (Rosslyn Park)
- C.B. Stevens (Harlequins)
- R.M. Uttley (Gosforth)
- J.A. Watkins (Gloucester)
- J. White (Bristol)
- R.M. Wilkinson (Cambridge University)